# Кофеин
Кофеин (односно триметилксантин, теин, матеин, гуаранин и метилотеобромин) је природни алкалоид, који се добија из зрна кафе, из листова чаја и из какаових зрна. Додаје се вештачким пићима (нпр. Кока-кола). Кофеин је један од природних психостимуланса, супстанци које утичу на централни нервни систем. Познат је и као један од мутагена, фактора који изазива промене у генетском материјалу.
Кофеин се у свом чистом облику јавља се као бели, кристални прах, без мириса и горког укуса, који се добро раствара у води. Основни процес добијања чистог кофеина је декофенизација кафе и чаја. Може се наћи у различитим количинама у плодовима, лишћу и плодовима неких биљака, у којима делује као природни пестицид који паралише и убија одређене инсекте који се хране тим биљкама. Кофеин се сматра за најчешће кориштену фармаколошки активну супстанцу у свету. Неколико шољица кафе или чаја на дан има побуђујући учинак на људски организам, проузрокује јаснији и бржи ток мисли, смањује поспаност и повећава будност.
Може се наћи у листовима, плодовима и у семењу многих биљака; познате су најмање 63 биљне врсте које садрже кофеин међу којима су биљке рода Coffea, Cola, Paulinia, Camellia и Theobroma. Када се нађе у природи, кофеин представља супстанцу токсичну по сапрофите и микроорганизме, што биљкама које производе кофеин служи као заштита.

## Историја
На наговор Гетеа, хемичар и апотекар Ф. Ф. Рунге проучавао је зрна кафе са циљем да у њима нађе делотворну супстанцу. То му је успело 1820. године, када је из зрна кафе изоловао чист кофеин, због чега се он може сматрати проналазачем кофеина. Независно од њега, француским апотекарима Пелтјеу, Кавенту и Робикету је такође успело да изолују кофеин 1821. године. Већ 1832. године Фаф и Либиг су успели да одреде сумарну формулу кофеина  помоћу података о његовом сагоревању. Хемијску структуру кофеина одредио је Лудвиг Медикус 1875. године као 1,3,7-триметилксантин. Првобитно претпостављену структуру потврдио је Херман Емил Фишер 1895. године путем прве синтезе кофеина. Међутим, начин његовог деловања је успешно откривен тек у 20. веку.
У зеленом и црном чају садржана супстанца, која се често означава као теин, такође је кофеин. Ова, раније уобичајена, разлика између кофеина из кафе и теина из чаја се заснивала на спајању алкалоида: кофеин из кафе је спојен са комплексом хлорогенске киселине и калијума, који након пржења кафе и контакта са желудачном киселином одмах отпушта кофеин те тако брже делује. За разлику од њега, кофеин из чаја је везан на полифенол, код којег се алкалоид отпушта тек у цревима. Стога његово деловање је касније него код кафе, али траје дуже.

## Распрострањеност
Кофеин је главни активних састојак кафе. Осим у семену кафиног дрвета, он се налази још у преко 60 других биљних врста, као што су, на пример, чај, гуарана, кола и друге. Хемијски, кофеин је уско повезан са сличним једињењима као што су теофилин и теобромин, а који се такође могу наћи заједно са кофеином у бројним биљним врстама. Непржена зрна кафе, у зависности од сорте, могу да садрже од 0,9 - 2,6% кофеина, а након пржења преостаје од 1,3 до 2% кофеина. Међу сортама, такозвана кафеарабика садржи мање алкалоида од типа робуста-кафе. Ферментирани и осушени листови чаја, такозвани црни чај садржи, као неферментирани зелени чај, садрже око 3–3,5% кофеина.
У биљкама (нарочито у незаштићеним клицама и ембрионима) он делује као инсектицид, који одређене инсекте убија или омамљује.

## Добијање
Кофеин се може добити екстракцијом из листова чаја или зрна кафе, на пример помоћу Сокслетовог екстрактора. Много кофеина се добија индустријски при преради кафе, нарочито при декафенирању (уклањању кофеина из производа од кафе), при чему је средство за екстракцију дихлорометан, етил естар сирћетне киселине или суперкритични угљен-диоксид. Осим овог поступка, кофеин се индустријски углавном добија путем Траубеове синтезе.

## Особине
Кофеин је тривијално име хемијског једињења, које је познат због свог садржаја у кафи, али то име не даје никакве детаљне информације о хемијским особинама тог једињења. По систематској номенклатури Међународне уније чисте и примењене хемије (IUPAC) пуни назив кофеина гласи: 1,3,7-триметил-2,6-пуриндион, односно краће 1,3,7-триметилксантин, по хемијској изведеници кофеина из ксантина. Кофеин спада у групу природних пурина (пурин алкалоида). Структурно је веома сличан са супстанцама попут диметилксантина теофилина и теобромина.
Структура кофеина се састоји из двоструког прстена, на које се са спољашње стране налази више супституената. Овај двоструки прстен у језгру одговара основној структури пурина. Он се састоји из два прстена, једног шесточланог и једног петочланог, од којих сваки има по два атома азота. На спољашњим странама прстена на атомима угљеника C-2 и C-6 спојени су двоструким везама по један атом кисеоника. Код кофеина на атомима азота N-1, N-3 и N-7 налазе се спојене по једна метил-група. Поред њега, постоји и изокофеин (1,3,9-Триметилксантин), у којем је, за разлику од кофеина, метил-групе нису везане на атом азота N-7, него на N-9. Код теофилина недостају од три метил-групе она на атому N-7, док код теобромина недостају на атому N-1.
Чисти кофеин, под нормалним условима, је бели кристални прах, без мириса, горког укуса. Постоје две енантиотропне полиморфне кристалне форме кофеина. На собној температури стабилна је β-форма (форма на ниским температурама), док на температури од 141  °C прелази у α-форму (форма на високим температурама). Ова форма се топи на температури од 236  °C. Повратна трансформација из α- у β-форму је кинетички онемогућена, тако да се α-форма може недељама налазити на собној температури у метастабилном стању. Кофеин као једињење врло лако сублимира (на 178  °C). Растворљивост доста зависи од температуре:
| вода при нормалној температури   | 21,74  |
| вода при 80 °C                   | 181,82 |
| етанол при нормалној температури | 15,15  |
| етанол при 60 °C                 | 45,45  |
| ацетон                           | 20,00  |
| хлороформ                        | 181,82 |

Кофеин при кристализацији из воде гради кристални хидрат у облику дугих иглица. Стехиометријски хидрат у кристалној решетки садржи 0,8 мола воде по једном молу кофеина. Деривати ксантина као што су кофеин се означавају слабим базама, јер могу примити протоне преко својих атома азота. И поред тога, раствори деривата ксантина нису алкални, али се они убрајају у алкалоиде. Као алкалоиди се генерално означавају сва физиолошки активна, нижи једињења која садрже азот, нарочито они који се јављају у природи.
Осим кофеинске базе, фармацеутски се користи и кофеин цитрат, смешу кофеина и лимунске киселине (AKS, по IUPAC номенклатури: 1,3,7-триметил-3,7-дихидро-2H-пурин-2,6-дион + 2-хидроксипропан-1,2,3-трикарбонска киселина) која има сумарну формулу , моларне масе 386,31 грама по молу, а у ЦАС-бази је означена бројем 69-22-7. То је бели кристални прах, растворљив у врелој води у односу 1:4 (дисоцијација), а у 96%-тном етанолу у односу 1:25. 

## Фармакологија
Значајнија деловања кофеина су:
- Побуђење централног нервног система
- Повећање силе контракција срца
- Повишење фреквенције срца (убрзање пулса)
- Проширење бронхија (бронходилатација)
- Слаб диуретички учинак, спречавањем поновне ресорпције воде из примарног урина
- Деловање на крвне судове: судове у мозгу сужава, док их на периферији крвотока шири.
- Забележене су појаве незнатног повишења крвног притиска[15][16]
- Подстиче перисталтику црева.
- Смањује контракције мишића у зидовима јајовода код жена, онемогућавајући пролаз оплођене јајне ћелије до материце, уз могуће последице на кашњење оплодње[17][18]
- Подстицање гликогенолизе и липолизе.[13]

Иако кофеин има релативно широк спектар деловања, у малим дозама је, у првом реду, стимуланс. Под тим се, генерално, подразумева супстанца која има подражајно деловање на психу човека, чиме се његова концентрација, воља и енергија повећава, а смањује осећај умора. Потребно је разликовати побуђујући од узбуђујућег деловања кофеина, при чему узбуђујући захтева веће дозе. Код мањих доза готово искључиво долази до централног побуђујућег деловања, он првенствено утиче на основне психичке функције попут расположења, будности и мотивације. Повећањем дозе кофеина долази и до подражаја центра за дисање и крвотока.
Док више концентрације кофеина могу да утичу и на моторне центре у мозгу, у ниским концентрацијама кофеин делује искључиво на сензорске делове мождане коре. Будност, пажња и могућност веће концентрације се због тога значајно повећава. Расте и капацитет памћења и фиксирања процеса учења (мнестичке функције).
Смањењем симптома умора смањује се и потреба за сном. Повишење крвног притиска је мало, а оно у потпуности ишчезава дугорочним кориштењем кофеина, тај ефекат се поновно јавља тек када се кофеин не користи најмање 24 сата. Благо повишење крвног притиска је узроковано стимулисањем централног нервног система (тачније вазомоторног центра), али истовремено делујући и на његово снижавање путем снижавања перифералног отпора. Расположење се може повећати до благе еуфорије. Свој широк спектар деловања кофеин може захвалити многим компонентама, које утичу на одређене ћелијске процесе на молекуларном нивоу. Кофеин може проћи кроз мождано-крвну баријеру готово без препрека, те своје деловање испољава готово искључиво на централни нервни систем. Према једној новој студији, кофеин не подиже само могућност концентрације, побољшава пажњу и брзину процеса мишљења, него и дугорочно памћење.
Кофеин у средствима за уживање, као на примјер црни чај или кока-кола, може бити проблематичан нарочито за децу: тако на примјер три чаше кока-коле (у зависности од извора, 65–250  односно 50–350  у 990 ) могу да садрже кофеина као две шоље кафе (у зависности од извора, 100–240  или 160–240  кофеина у 250 ml филтриране кафе). Дете тешко око 30  тако може у себе унети концентрацију од 5–12  кофеина по килограму телесне тежине, што се довољна доза да проузрокује нервозу и поремећај спавања.
Кофеин се налази и на допинг листи Међународног олимпијског одбора, мада је његова највиша допуштена доза толико висока, да спортисти могу без нарочитог уздржавања пити кафу или чај за доручак. Међутим 25. јула 2000. године шпански бициклиста Оскар Севиља је био позитивно тестиран на кофеин, па му је његова бициклистичка организација забранила учешће на светском цестовном првенству. Светска антидопинг агенција је уклонила стимуланс кофеин са списка забрањених супстанци, почев од 1. јануара 2004. године.
Орална смртоносна доза (LD50) измерена код пацова износи 381  по килограму телесне масе. Код човека, смртоносна доза кофеина се процењује на око 10 грама кофеина (процене се крећу од 5 па све до 30 g), што одговара отприлике 100 шоља кафе.

## Фармакокинетика
Метаболизам кофеина зависи од биолошке врсте која га користи. Код човека, око 80% унетог кофеина се помоћу ензима цитохром П450 1А2 деметилише у параксантин, а око 16% кофеина се у јетри претвара у теобромин и теофилин. Путем даљњег делимичног деметилисања и оксидисања настају деривати урата и урацила. Из мокраће се може издвојити десет метаболита кофеина, али тек мање од 3% првобитно унете количине кофеина. Основни производ излучивања у мокраћи су ди- и моно-метилксантини као и моно-, ди- и триметил мокраћна киселина. Фармакокинетика кофеина зависи од многих унутрашњих и спољашњих фактора. Ресорпција кофеина преко органа за варење до крвотока се дешава врло брзо и готово у потпуности, за око 45 минута након узимања кофеина готово целокупна количина унетог кофеина се апсорбује, те је његова биолошка доступност 90% - 100%.
Пића која садрже угљену киселину могу потпомоћи да се кофеин још брже апсорбује. Највећу концентрацију у плазми кофеин достиже 15 до 20 минута након уноса. Унос 5–8  кофеина по једном kg телесне масе резултира концентрацијом кофеина у плазми од 8 до 10 . Време полуелиминације кофеина у плазми износи између 2,5 и 4,5 сата (неки извори наводе 3-5 h) код здравих особа. Међутим, време полуелиминације значајно расте на око 80 сати (36 до 144 h) код новорођенчади, те далеко изнад 100 h код недоношчади. Код особа које конзумирају дуван смањује се време полуелиминације кофеина за 30% до 50%, док се код жена које узимају орална средства против зачећа то време удвостручује. Код жена у трећем тромесечју трудноће, време полуелиминације расте на око 15 сати. Колико је данас познато, конзумирањем сока од грејпфрута пре уноса кофеина, време полуелиминације кофеина се продужава, јер горка супстанца у грејпфруту инхибира метаболизам кофеина у јетри.